# Giacomo di Castagnole
Giacomo di Castagnole (fl. XIII secolo) è stato un vescovo cattolico italiano, vescovo della diocesi di Acqui dal 1239 al 1240.

## Biografia
Giacomo di Castagnole, abate della chiesa dei Santi Apostoli di Asti venne eletto dai canonici della cattedrale di Santa Maria Assunta vescovo di Acqui nel 1239.
Nonostante fosse considerato dei contemporanei uomo di grandi qualità, nell'anno della sua elezione era già in età avanzata, motivo che si ritiene lo abbia portato a presentare le proprie dimissioni dal ruolo di vescovo, le quali vennero accettate da papa Gregorio IX il 2 gennaio 1240.